# Königsstädtisches Theater

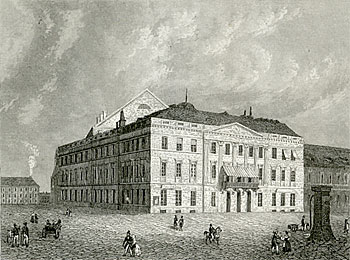
Königsstädtisches Theater

Das Königsstädtische Theater war das erste bürgerliche Theater in Berlin. Es bestand am Alexanderplatz von 1824 bis 1851. Danach trugen weitere Theater diesen Namen.

## Lage
Das Königsstädtische Theater befand sich in der Königsstadt auf dem Alexanderplatz 2 direkt vor dem Königstor, nördlich der historischen Altstadt von Berlin. Jetzt steht dort das Alexanderhaus.

## Geschichte

### 1822–1829
Am 13. Mai 1822 erteilte der preußische König Friedrich Wilhelm III. die Genehmigung zur Eröffnung eines neuen Theaters in Berlin, zusätzlich zu den bestehenden königlichen Schauspielhaus und der königlichen Oper.
Die Konzession erhielt der Geschäftsmann Karl Friedrich Cerf, der in der Stadt bis dahin weitgehend unbekannt war.
Dieser verkaufte die Rechte an die Königsstädtische Aktiengesellschaft, die ein Direktorium aus sieben Geschäftsleuten wie Joseph Mendelssohn, Jacob Herz Beer und Wilhelm Christian Benecke von Gröditzberg unter der Leitung von Heinrich Levin Bethmann als Technischem Direktor und Justizrat Georg Carl Friedrich Kunowski als Theatersyndikus und Direktor der Verwaltung bildeten und das Theater am 23. September 1822 im Rahmen der ersten konstituierenden Generalversammlung gründeten.
Als Gebäude wurde eine ehemalige Wollmanufaktur am Alexanderplatz gewählt. Diese wurde durch den 22-jährigen Architekten Carl Theodor Ottmer, einem Schüler von Karl Friedrich Schinkel, zu den Zwecken eines Theaters umfangreich umgebaut.
Am 4. August 1824 fand die feierliche Eröffnungsvorstellung statt, an der auch der König Friedrich Wilhelm III. teilnahm. Das Königsstädtische Theater war das erste bürgerliche Theater Berlins. Es sollte das Volksstück auf einem gehobenen Niveau zeigen.
Gespielt wurden meist Lustspiele und Singspiele, da dramatische Werke vor allem den höfischen Bühnen vorbehalten bleiben sollten.
Von 1826 bis 1827 war die Opernsängerin Henriette Sontag der große Star des Theaters, die von vielen Besuchern sehr verehrt wurde. Nach deren Weggang löste sich 1827 das bisherige Direktorium auf und wurde durch ein neues ersetzt. Dieses erklärte 1829 seine Auflösung.

### 1829–1851
Der ursprüngliche Konzessionär Karl Friedrich Cerf erwarb daraufhin alle Anteile und führte seitdem das Theater alleine.
Er wurde finanziell vom Hof unterstützt und konnte so die erheblichen Kosten mit einem 50-köpfigen Orchester und dem Ensemble finanzieren.
Gespielt wurden zunehmend Berliner Possen, so zum Beispiel der Eckensteher Nante.
Der neue König Friedrich Wilhelm IV. strich seit 1840 die Zuwendungen, was die wirtschaftliche Situation weiter erschwerte.
1847 wurden Lokalpossen von David Kalisch große Erfolge des Theaters.
Nach den Unruhen im März 1848 solidarisierte sich das Theater mit den gefallenen Revolutionären. Es veranstaltete eine Feierstunde und ging in der großen Protestdemonstration an der Spitze.
In dieser Zeit wurden zunehmend gesellschaftskritische Stücke und Texte aufgeführt, was durch die nicht mehr vorhandene Zensur möglich war.
Am 30. Juni 1851 erfolgte die Schließung des Königsstädtischen Theaters durch König Friedrich Wilhelm IV. wegen angeblicher baulicher Mängel.

## Repertoire (Auswahl)
Das Königsstädtische Theater spielte vor allem Lustspiele, Singspiele und Opern. Am erfolgreichsten wurden Berliner Possen, vor allem von Adolf Glaßbrenner und David Kalisch.
- Louis Angely Das Fest der Handwerker, 1829
- Franz Gläser Des Adlers Horst, 1832
- Melusina von Conradin Kreutzer und Franz Grillparzer, 1833,  Oper
- Adolf Glaßbrenner: Eckensteher Nante

Weitere Autoren und Komponisten
- Gioachino Rossini, Oper, 1825–1826
- Vincenzo Bellini, Oper, nach 1829
- François-Adrien Boieldieu

- Carl Blum
- David Kalisch, Berliner Possen, 1847–1851

## Persönlichkeiten
1. ↑  Carl Theodor Ottmer: Architectonische Mittheilungen. Erste Abteilung: Das Königstädt’sche Schauspielhaus zu Berlin, in zehn Zeichnungen, mit erläuterndem Text. Vieweg, Braunschweig 1830 (20 Seiten Text, 10 Tafeln (Digitalisat) zu dem Gebäude)
2. ↑  Felix Mendelssohn-Bartholdy, Rudolf Elvers, Helmut Loos, Wilhelm Seidel, Juliette Laurence Appold, Regina Back, Anja Morgenstern, Uta Wald, Juliane Baumgart-Streibert: Sämtliche Briefe: 1816 bis Juni 1830. Bärenreiter, 2008, S. 620 (Snippet-Ansicht) (google.de).

Leiter
- Georg Carl Friedrich Kunowski, 1822–1829, Justiz-Kommissions-Rat und Theatersyndikus, Direktor der Theaterverwaltung, mehrfach zugleich Technischer Direktor mit Gesamtverantwortung
- Heinrich Levin Bethmann, Technischer Direktor, der bereits vor der Eröffnung des Theaters am 4. August 1824 resignierte, dann aber sich im Januar 1826 erneut wählen ließ, um dann  nach einigen Monaten wiederum sein Amt aufzugeben.
- Karl Friedrich Cerf, 1829–1845, Direktor
- Karl von Holtei, ab 1825, Regisseur, schrieb auch Theaterstücke seit 1825[1]
- Barthel, ab 1847, Regisseur

Mitglieder des Direktoriums
- Joseph Mendelssohn, 1822–1827
- Wilhelm Christian Benecke von Gröditzberg, 1822–1827

Schauspieler
- Henriette Sontag, Opernsängerin 1825–1826
- Livia Frege
- Josef Spitzeder
- Heinrich Schmelka
- Friedrich Beckmann

## Beschreibungen
Der dänische Philosoph Sören Kierkegaard berichtete über einen Besuch des Königsstädtischen Theaters um 1842.

„Man wählt sich einen Platz im ersten Rang, denn dahin kommen verhältnismäßig weniger Leute; und soll man eine Posse sehen, muss man bequem sitzen und sich nicht im Entferntesten durch jene Kunst-Wichtigkeit genieren lassen, die bewirkt, dass viele sich in ein Theater pferchen lassen, um ein Stück zu sehen, so als sei dies eine Sache der ewigen Seligkeit. (…) Das Orchester ist fertig, der Vorhang hebt sich schon ein bisschen, da fängt jenes andere Orchester an, das nicht dem Stock des Konzertmeisters gehorcht, sondern einem inneren Trieb folgt, jenes andere Orchester, der Naturlaut der Galerie, die Beckmann bereits in den Kulissen erahnt hat.  (...) Um so abenteuerlicher wirkt dieses Lärmen. Wohin ich blicken konnte, war überall großenteils Leere; der große Raum des Theaters verwandelte sich mir in den Bauch jenes Meeresungeheuers, in dem Jonas gesessen hat; das Lärmen auf der Galerie war wie eine Bewegung in des Ungeheuers viscera. Von dem Augenblick an, wo die Galerie zu musizieren begonnen hat, bedarf es keines Akkompagnements; denn Beckmann animiert sie und sie Beckmann.(…) So lag ich in meiner Loge, weggeworfen wie die Kleider eines Badenden, hingestreckt an jenen Strom des Lachens, des Mutwillens und des Jubels, der ohne Unterlass an mir vorüberbrauste: ich konnte nichts sehen als des Theaters Raum, nichts hören als den Lärm, in dem ich wohnte. Nur dann und wann erhob ich mich, sah Beckmann zu und lachte mich so müde, dass ich vor Mattigkeit wieder am Rande des brausenden Flusses niedersank.“

## Weitere Entwicklung
Danach trugen weitere Theater den Namen.
- 1852–1854, Königstädtisches Theater,  Charlottenstraße 90, mit Rudolf Cerf, später Berliner Theater
- 1854/55–1858 Königstädtisches Vaudeville-Theater, Blumenstraße 9, mit Franz Wallner, später Residenz-Theater
- 1886–1888 Königstädtisches Theater, Alexanderstraße, später Alexanderplatz-Theater

Das ursprüngliche Theater wurde als Wolllager und Wohnhaus genutzt. Seit etwa 1888 war dort auch
Aschinger’s Bier-Quelle.
1929 wurde das Gebäude abgerissen und an dessen Stelle das Alexanderhaus gebaut.